# 維涅赫峰
62°37′53.8″S 61°12′00″W / 62.631611°S 61.20000°W

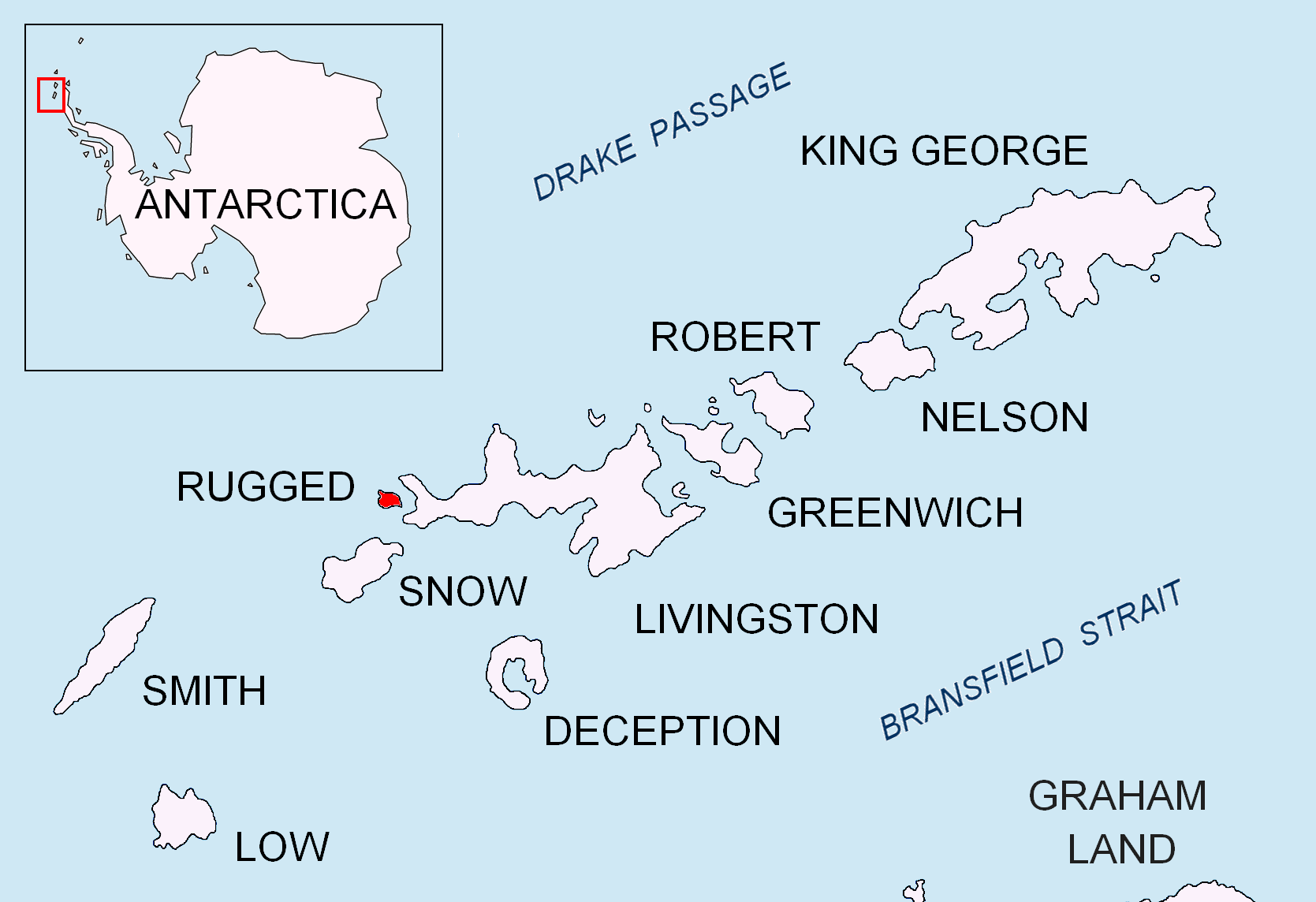

維涅赫峰（Vineh Peak），是南極洲的山峰，位於南設得蘭群島的拉吉德島東端，處於巴克舍夫嶺最高點以東0.68公里、赫林角西南面0.93公里、拉德夫角以北0.97公里和文德角以西0.58公里，海拔高度186米，現時由南極條約體系管理。